# Calzadilla de los Hermanillos

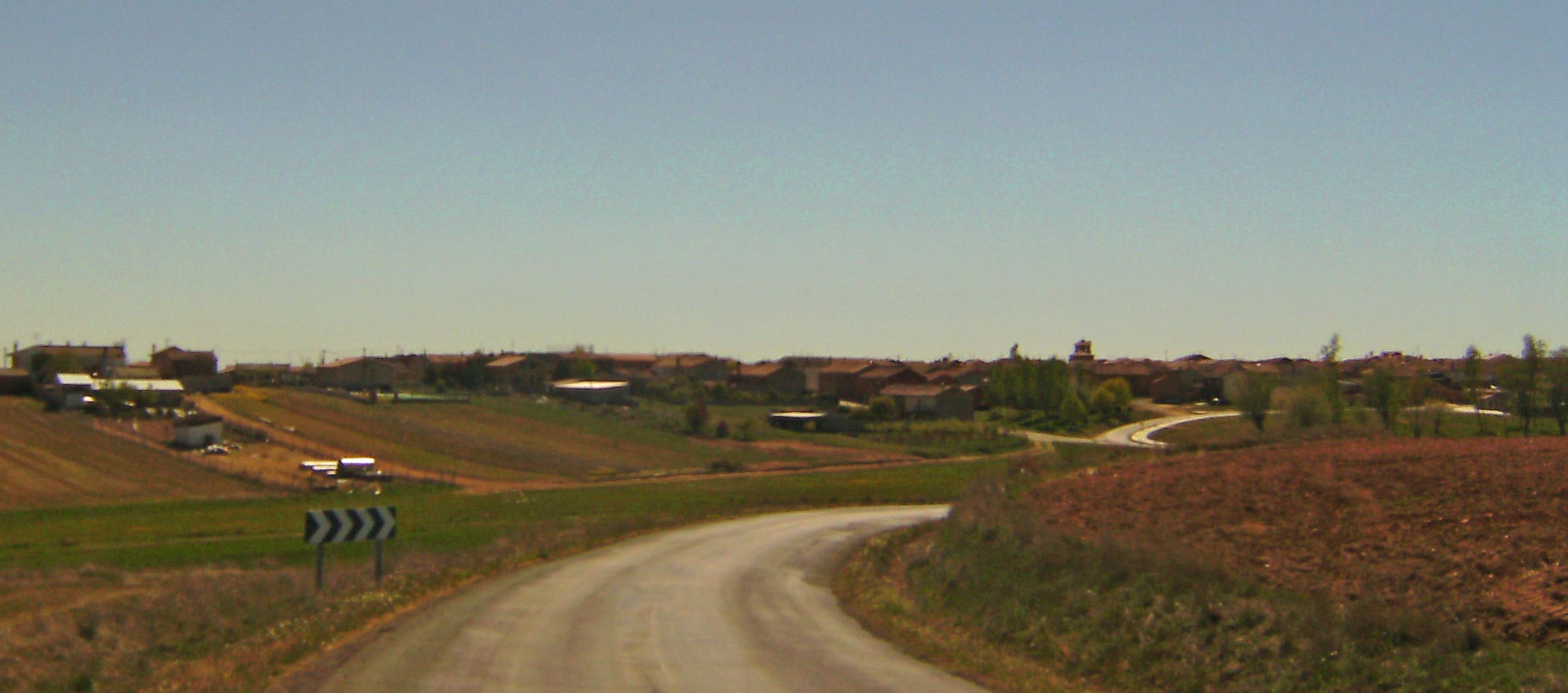

Calzadilla de los Hermanillos ist ein Dorf in der Gemeinde El Burgo Ranero in der Provinz León der Autonomen Gemeinschaft Kastilien-León. Die Einwohnerzahl lag 2020 bei 128.
Der Ort liegt am Camino Francés, einer Variante des Jakobsweges, 35 km südöstlich von León. Der Name des Ortes bezieht sich auf den Jakobsweg (Calzadilla = Verkleinerungsform von Calzada, Fußweg) und das Wort Hermanillos (= kleine Brüder im Sinne von Mönchlein).